# Concerto cho violin số 5 (Mozart)
Concerto cho violin số 5, cung La trưởng, K. 219, đôi khi được gọi là Thổ Nhĩ Kỳ là bản concerto dành cho violin của nhà soạn nhạc người Áo Wolfgang Amadeus Mozart. Tác phẩm được trình diễn lần đầu tiên tại Salzburg. Hiện nay bản viết tay của tác phẩm được lưu giữ tại Thư viện Quốc hội Hoa Kỳ.

## Hoàn cảnh sáng tác
Người ta không rõ Mozart sáng tác bản concerto trên là dành cho ai hay vào dịp nào. Năm sáng tác tác phẩm cũng không được rõ ràng. Lúc đầu nó được điền là 1775, sau đó bị sửa là 1780, cuối cùng lại quay trở về năm 1775. 

## Cấu trúc tác phẩm
Như truyền thống của nhạc cổ điển châu Âu, tác phẩm gồm có 3 chương:
- Allegro Aperto - Adagio - Allegro Aperto
- Adagio
- Rondeau - Tempo di Minuetto

Tác phẩm được trình diễn trong khoảng 28 phút.

## Tính chất
Bản concerto cho violin số 5 này đã cho thấy Mozart chịu ảnh từ phong cách âm nhạc phương Đông phổ biến thời đó: Phong cách Thổ Nhĩ Kỳ. Nó là bản concerto tiêu biểu cho phong cách nhanh-chậm-nhanh.

## Âm thanh
| Concerto cho violin số 5 của Mozart, chương 1 |  |
|                                               |  |
|                                               |  |